# Grupo Cultural AfroReggae
Grupo Cultural AfroReggae é uma organização não governamental fundada em 1993, com a missão de promover impacto social por meio da arte, da cultura e da educação. Voltada especialmente para jovens de favelas e periferias urbanas, a instituição busca ampliar oportunidades para grupos estigmatizados e menos favorecidos, combatendo preconceitos, reduzindo desigualdades e visando a promoção da inclusão produtiva e a mobilidade social.
Nos últimos anos, o AfroReggae passou por um processo de reestruturação programática, com foco na atuação no setor digital da economia criativa. Atualmente, desenvolve iniciativas nas áreas de audiovisual, games e música, com o objetivo de fortalecer comunidades e ampliar o impacto social por meio da inovação e da inserção de jovens no universo tecnológico e criativo.

## História
A organização foi criada por José Pereira de Oliveira Junior que começou sua carreira promovendo festas de funk e reggae no Centro do Rio de Janeiro, tornando-se posteriormente empreendedor social. Com o surgimento do jornal impresso Afro Reggae Notícias, em 21 de janeiro de 1993. Um mês após a chacina de Vigário Geral, começou um trabalho que deu início a uma nova forma de educação e inclusão da favela como parte da cidade. 
A ONG iniciou o seu trabalho e inaugurou seu primeiro Núcleo Comunitário de Cultura, atualmente Centro de Cultura Digital Waly Salomão, justamente em Vigário Geral. Inicialmente, o grupo passou a oferecer oficinas de reciclagem de lixo, percussão e de dança afro dentro da favela. O trabalho da instituição se expandiu e alcançou os moradores das favelas de Parada de Lucas, Cantagalo, Complexo do Alemão, da Penha e outros municípios, como Nova Iguaçu.
O AfroReggae passou a desenvolver projetos em áreas pobres, violentas e muitas vezes comandadas pelo tráﬁco de drogas. Além da atuação nos núcleos, por meio de oficinas, aulas, eventos, entre outros, o grupo também passou a trabalhar na formação de grupos artísticos, programas de televisão, publicações sobre temáticas sociais, entre outros. 
José Júnior deixou a função executiva no Grupo Cultural AfroReggae e passou a ocupar o cargo de presidente do conselho da organização, que passou a ser dirigida por um colegiado de diretores. Ele também se tornou CEO e showrunner da AfroReggae Audiovisual, que é um empreendimento independente voltado à produção de conteúdo audiovisual.
Em julho de 2024, o AfroReggae concedeu o título de Membro Honorário ao economista Armínio Fraga Neto, ex-presidente do Banco Central do Brasil. A homenagem reconhece o apoio institucional prestado por Fraga às iniciativas da organização e seu compromisso com causas sociais voltadas à inclusão e ao desenvolvimento. A entrega simbólica foi realizada na sede da Gávea Investimentos, no Rio de Janeiro.
Em 2025, o Diretor Executivo Danilo Costa afirmou que a organização passou por uma reestruturação metodológica na última década, com foco na digitalização e na empregabilidade. Segundo ele, “os pilares atuais do AfroReggae são audiovisual, games e música, sempre com o viés digital”, refletindo a adaptação da entidade às novas demandas sociais e tecnológicas.

## Nova Atuação Programática

### AfroGames
Lançado em 2019, o AfroGames é um programa voltado à inclusão digital de jovens de favelas por meio dos esportes eletrônicos e do desenvolvimento de jogos digitais. A primeira unidade foi instalada em Vigário Geral, no Rio de Janeiro, marcando a criação do primeiro centro de treinamento de eSports dentro de uma favela no Brasil.
O programa expandiu suas atividades para outras regiões, incluindo Centros de Treinamento no Complexo da Maré – nas comunidades de Nova Holanda e Morro do Timbau – e no Complexo do Salgueiro, em São Gonçalo. O AfroGames oferece trilhas formativas em Criação de Jogos e eSports, além de aulas de inglês técnico.
Como parte de sua metodologia, o AfroGames promove a Copa AFG (Copa AfroGames), um torneio de eSports realizado na Arena AfroGames, no Cantagalo, com equipes formadas por alunos do programa. O evento também conta com atrações culturais e participação de equipes convidadas, reforçando o papel da iniciativa como ferramenta de inclusão, formação e protagonismo juvenil.
O programa também realiza a AfroGames Jam, uma maratona de desenvolvimento de jogos voltada aos alunos das turmas de Design e Criação de Jogos. Divididos em equipes, os participantes desenvolveram jogos digitais com foco em temas como sustentabilidade, responsabilidade social e inovação, apresentando os resultados em sessões de pitch para uma banca avaliadora.
Em 2023, o antigo picadeiro do Anfiteatro Benjamin de Oliveira foi transformado na Arena AfroGames, considerada a primeira arena de eSports do mundo situada dentro de uma favela. Localizada no Cantagalo-Pavão-Pavãozinho, Zona Sul do Rio de Janeiro,  espaço é utilizado para formação de jovens em jogos como Free Fire, Valorant e EA Sports FC, além de sediar eventos como a Copa AFG, que inclui competições, shows e atividades culturais.

### Crespo Music
Criado em 2022, o Crespo Music é o selo musical do AfroReggae, voltado para a descoberta, produção e valorização de artistas negros e oriundos de favelas e áreas periféricas. A proposta do selo é oferecer suporte técnico e visibilidade profissional a talentos locais, promovendo diversidade e inclusão no mercado fonográfico nacional.
O selo conta com estúdio próprio no Centro de Cultura Digital Waly Salomão, em Vigário Geral, com estrutura de gravação em tecnologia Dolby Atmos. Entre suas parcerias estão a Virgin Music Brasil, responsável pela distribuição dos lançamentos, e a Universal Music Publishing, que atua na administração de direitos autorais.
O catálogo inicial da Crespo Music incluiu trilhas sonoras de obras da AfroReggae Audiovisual coproduzidas com a Globoplay, como as séries originais Arcanjo Renegado e A Divisão; em 2024, o selo lançou a trilha sonora da série O Jogo que Mudou a História, com influências musicais dos anos 70, misturando soul, funk e samba, refletindo o espírito da série.
Também em 2024, o artista Jefinho, vinculado ao selo, se apresentou na cerimônia de abertura da cúpula internacional Y20, no Theatro Municipal do Rio de Janeiro, representando a favela na principal atividade cultural do fórum de juventude do G20.

### Centro de Cultura Digital Waly Salomão
No Centro Cultural Waly Salomão, localizado no Parque Proletário de Vigário Geral, na Zona Norte do Rio de Janeiro, o AfroReggae deu seus primeiros passos, abrindo caminho para o crescimento da instituição. Waly Salomão, que dá nome ao núcleo, foi grande entusiasta da causa do grupo. Já em 1994, ele dizia que o AfroReggae seria uma potência social e cultural.
Atualmente, o espaço concentra atividades nas áreas de cultura, tecnologia e formação profissional. Ali funcionam o estúdio da Crespo Music — com estrutura de gravação em tecnologia Dolby Atmos —, o Centro de Treinamento do programa AfroGames, e oficinas artístico-culturais voltadas para crianças e adolescentes, como ballet e percussão. Entre 2023 e 2024, as oficinas contaram com apoio da TV Globo, beneficiando 150 jovens com aulas regulares, acompanhamento pedagógico e apoio psicossocial.

### Agência Segunda Chance
Criado em 2008, o principal foco do projeto é empregar ex-detentos, facilitando sua reintegração à sociedade. O projeto ativa o processo de ressocialização dando apoio psicológico e regularização de documentos desde o momento de saída do sistema prisional. Essas pessoas são encaminhadas pelo projeto a postos de trabalho e têm seu desempenho no ambiente de trabalho acompanhado pela equipe do Segunda Chance. O projeto promove a inclusão social através da inserção no mercado de trabalho.
A agência recebe candidatos, analisa os currículos, faz uma entrevista inicial e os encaminha às empresas parceiras. Também cabe à instituição supervisionar a performance de cada empregado. Os dados dos candidatos, empresas e vagas são cadastrados em um banco de dados digital. Assim, os encaminhamentos são feitos diretamente no sistema e as empresas recebem por e-mail as fichas dos candidatos encaminhados para as entrevistas.
Desde 2024, a Agência passou a contar com o apoio do Instituto Ação Pela Paz, organização que atua na promoção de direitos e na reintegração de egressos do sistema prisional.

### Conexões Urbanas
O Conexões Urbanas é um projeto sociocultural criado pelo Grupo Cultural AfroReggae em 2001, com o objetivo de promover a valorização da cultura das favelas por meio de grandes eventos artísticos gratuitos realizados dentro das comunidades. A iniciativa busca ampliar o acesso à arte, fortalecer o sentimento de pertencimento e fomentar o protagonismo de moradores locais.
A primeira edição do projeto ocorreu no Morro da Formiga, com a participação de Fernanda Abreu. Ao longo dos anos, o Conexões Urbanas levou artistas como Caetano Veloso, Marisa Monte, Gilberto Gil, O Rappa, Titãs e Cidade Negra a comunidades do Rio de Janeiro, como Vila Cruzeiro, Inhaúma e Vigário Geral.
Em 2007, o projeto celebrou sua 50ª edição com um grande show na Rocinha, que reuniu milhares de pessoas e teve como atração principal a banda Charlie Brown Jr.. A matéria de capa do jornal O Globo destacou que, até aquele momento, o Conexões Urbanas havia passado por dezenas de comunidades cariocas sem registrar nenhum episódio de violência durante as apresentações — um feito inédito e reconhecido inclusive por autoridades de segurança pública.

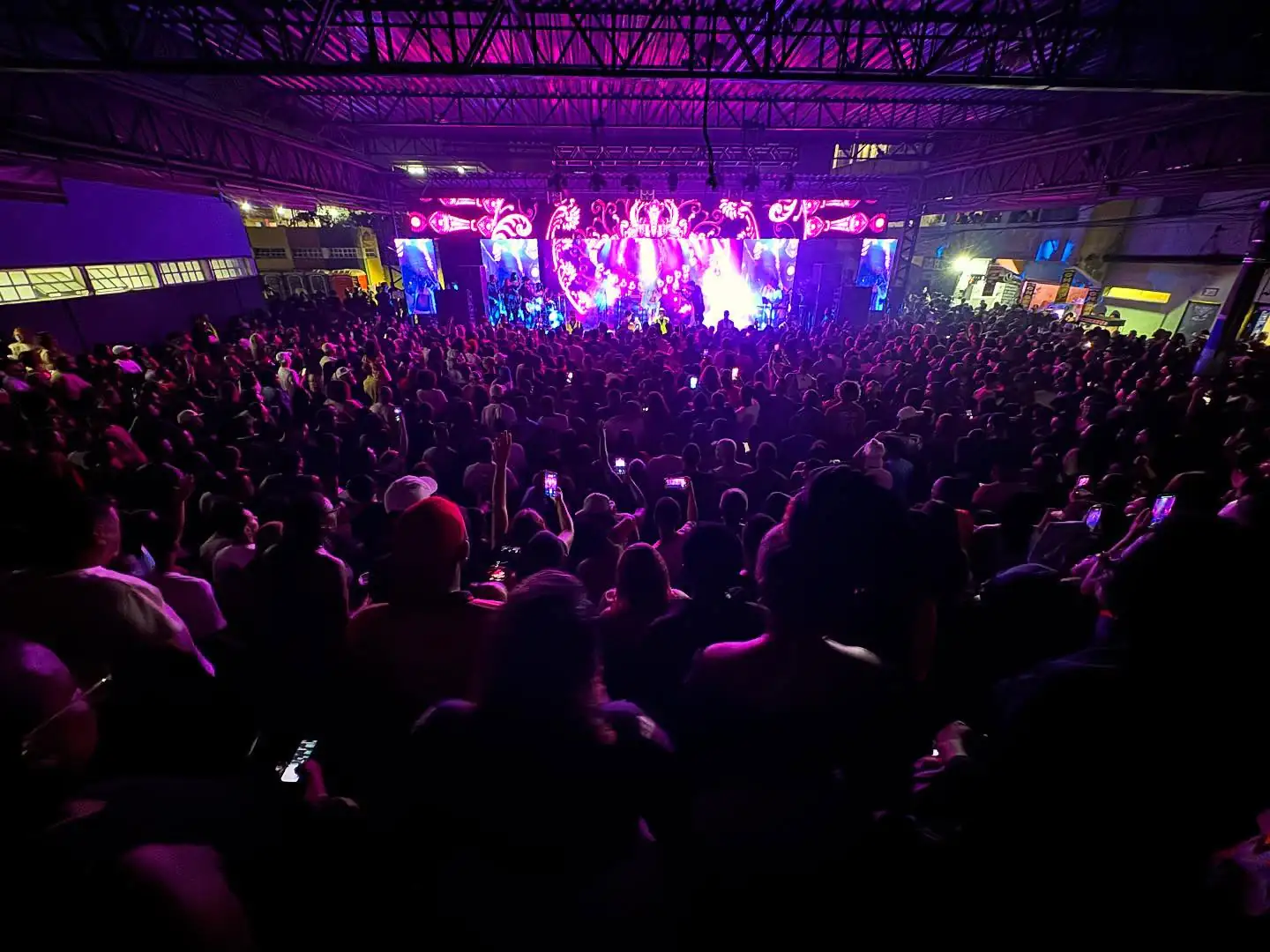
Conexões Urbanas em Vigário Geral (03.05.2025).

Entre 2024 e 2025, o projeto entrou em nova fase, com edições realizadas em Vigário Geral, Complexo do Caju, Vila do João (Complexo da Maré), Piscinão de Ramos, Vila Vintém e Complexo do Salgueiro, em São Gonçalo. Os eventos reuniram artistas como Belo, L7nnon, TZ da Coronel, MC Maneirinho e Marvvila, além de apresentações de artistas da Crespo Music, selo musical do AfroReggae, que abriu os palcos em várias edições.
Os eventos do Conexões Urbanas costumam reunir milhares de pessoas e contam com estrutura de palco, iluminação e som profissional, respeitando a dinâmica local.
Atualmente, o projeto conta com o apoio da Ambev, por meio da Lei de Incentivo à Cultura do Estado do Rio de Janeiro, além de outras parcerias institucionais e comunitárias.

### Projeto Antenar
O Projeto Antenar é uma iniciativa do AfroReggae voltada à ampliação da conectividade em áreas urbanas com infraestrutura limitada. A proposta consiste na instalação de antenas de telecomunicações de pequeno porte em residências, permitindo a expansão do sinal de redes móveis em regiões densamente povoadas.
O modelo adotado utiliza estruturas discretas e adaptadas ao ambiente urbano, dispensando o uso de torres tradicionais e facilitando a implantação em locais com limitações físicas e técnicas.
Em dezembro de 2023, o projeto recebeu a visita técnica da Agência Nacional de Telecomunicações (Anatel), que acompanhou a execução das instalações em uma comunidade da zona norte do Rio de Janeiro.

## Intercâmbios

### Programa Sociocultural de Cabo Verde
O Programa Sociocultural de Cabo Verde foi uma iniciativa internacional realizada entre 2013 e 2014, fruto da cooperação entre o Grupo Cultural AfroReggae, o Programa das Nações Unidas para o Desenvolvimento (PNUD) e o Fundo das Nações Unidas para a Infância (UNICEF). A proposta teve como foco o fortalecimento comunitário por meio da arte, cultura e metodologias de inclusão social, com ações realizadas em três bairros da cidade da Praia: Tira Chapéu, Safende e Achada Grande Frente. O projeto promoveu oficinas de formação em grafite, percussão e circo, além de atividades de acompanhamento psicossocial baseadas em metodologia de risco social e familiar. Foram formados cerca de 70 multiplicadores locais, que passaram a conduzir as ações culturais em suas comunidades ao final do projeto. Como parte do processo de monitoramento, foi aplicado em duas etapas o  (IPM), instrumento adotado para mapear privações e vulnerabilidades das famílias atendidas. O projeto foi considerado um caso-piloto bem-sucedido e apontado como referência para futuras ações de cooperação internacional com base em metodologias culturais de impacto social.

### Intercâmbio no Reino Unido
Entre 2006 e 2017, o AfroReggae desenvolveu uma série de intercâmbios culturais e educacionais com instituições britânicas por meio de uma parceria com o People's Palace Projects, ligado à Queen Mary University of London. A colaboração resultou em oficinas, apresentações musicais, programas de formação artística e ações de integração com jovens em situação de vulnerabilidade no Reino Unido. Em 2006, artistas do grupo se apresentaram no Barbican Centre, em Londres, durante a programação “From the Favela to the World”, e ministraram oficinas em escolas de bairros periféricos como Hackney. As atividades incluíram performances conjuntas com estudantes britânicos em espaços como o Centro de Direitos Humanos da Anistia Internacional. A partir de 2015, estudantes da Queen Mary passaram a realizar imersões anuais no Brasil, participando de atividades com o grupo nas comunidades onde atua. A experiência foi viabilizada pelo programa Santander Universidades, com foco em inovação social e troca de metodologias entre os países.

### Intercâmbio na Índia
Entre novembro de 2007 e julho de 2008, o grupo participou de um programa de intercâmbio cultural na Índia, com apoio da Fundação Ford. A iniciativa teve como objetivo promover o intercâmbio de metodologias entre organizações sociais brasileiras e indianas que atuam nas áreas de juventude, arte e resolução de conflitos. Durante o período, integrantes da organização participaram de atividades com jovens de comunidades urbanas indianas, compartilhando experiências e práticas voltadas à transformação social por meio da cultura.

## Filmes, Documentários e Livros

### Favela Rising
Favela Rising é um documentário lançado em 2005, dirigido por Jeff Zimbalist e Matt Mochary, que narra a história da fundação do AfroReggae e as primeiras atividades do grupo em Vigário Geral, no Rio de Janeiro. O filme destaca como a música e a cultura foram utilizadas como ferramentas de transformação social em um ambiente marcado pela violência e a exclusão.
O documentário estreou no Festival de Cinema de Tribeca em 2005, onde recebeu o prêmio de Melhor Novo Documentarista para Zimbalist e Mochary. Também foi premiado como Melhor Documentário no New York Latino Film Festival e como Melhor Documentário de Longa-Metragem no Big Sky Documentary Film Festival. Ao todo, Favela Rising conquistou mais de 25 prêmios internacionais e foi pré-selecionado para o Oscar de Melhor Documentário.

### Nenhum Motivo Explica a Guerra
Nenhum Motivo Explica a Guerra é um documentário lançado em 2006, dirigido por Cacá Diegues e Rafael Dragaud, que retrata a trajetória do AfroReggae, destacando sua atuação em comunidades do Rio de Janeiro marcadas pela violência e exclusão social. O filme mescla cenas de apresentações musicais com depoimentos de integrantes do grupo, abordando como a arte e a cultura foram utilizadas como ferramentas de transformação social.
O documentário foi exibido no Festival do Rio de 2006, na mostra Première Brasil, e posteriormente lançado em DVD, acompanhado de um show ao vivo do AfroReggae. A produção destaca a importância do grupo na promoção da inclusão social por meio da arte e da cultura, evidenciando seu impacto positivo nas comunidades onde atua.

### Publicações
A organização tem publicados dois livros que relatam, com visões diferentes, a trajetória do AfroReggae. O primeiro, intitulado Da Favela para o Mundo, foi escrito por José Junior e apresenta histórias, muitas inéditas, dos primeiros 13 anos de atuação do grupo fundado em Vigário Geral.
O segundo livro, Cultura é Nossa Arma: AfroReggae nas Favelas do Rio, de autoria dos ingleses Damian Platt e Patrick Neate, retrata a vida de pessoas que utilizam a arte, a educação e a cultura para transformar a realidade das comunidades cariocas.

## Prêmios e Reconhecimentos
O AfroReggae recebeu diversas premiações institucionais ao longo de sua trajetória, em reconhecimento ao impacto social de suas ações nas áreas de cultura, juventude, cidadania e direitos humanos:
Prêmio Orgulho Carioca (1998) – concedido pela Prefeitura do Rio de Janeiro.
Prêmio Cultura e Cidadania (1999) – concedido pela Fundação Getulio Vargas.
Prêmio Beija-Flor de Direitos Humanos (1999) – concedido pela Assembleia Legislativa do Estado do Rio de Janeiro (ALERJ).
Prêmio UNESCO – Juventude e Cidadania (2000) – concedido pela UNESCO, em reconhecimento ao impacto social de projetos com jovens em áreas de risco.
Prêmio Stop Racism (2000) – concedido pelo Ministério de Multicultura do Canadá.
Ordem do Mérito Cultural (2003) – honraria concedida pelo Ministério da Cultura do Brasil, entregue em cerimônia no Palácio do Planalto pelo então presidente Luiz Inácio Lula da Silva e o ministro Gilberto Gil.
Prêmio Itaú-UNICEF (2003) – concedido pela parceria entre o Itaú Social e o UNICEF.
Prêmio Inax-Uniting (2003) – concedido pela UNESCO em parceria com a empresa japonesa Inax.
Prêmio Qualidade Brasil (2004) – concedido pela International Quality Service.
Prêmio Ashoka – Empreendedor Social (Participação Cidadã) (2005) – concedido pela organização Ashoka, reconhecendo o AfroReggae como um dos agentes de transformação social no Brasil.
Menção Honrosa – Prêmio UNESCO-Madanjeet Singh pela Promoção da Tolerância e Não-Violência (2006) – concedida pela UNESCO.
Prêmio Ação Social / Pró Social – Meus Prêmios Nick (2006) – concedido pela Nickelodeon, na categoria especial de impacto social.
Medalha Jorge Careli de Direitos Humanos (2006) – concedida pela Fiocruz (Associação dos Servidores).
Medalha do Mérito Segurança Pública – Grau Cavaleiro (2006) – concedida pelo Governo do Estado do Rio de Janeiro.
Prêmio Canto Brasil – Direitos Humanos (2007).
Medalha da Inovação Educacional (2007).
Mérito Legislativo da Câmara dos Deputados (2008) – concedido pelo Congresso Nacional.
Prêmio Nacional de Direitos Humanos – Enfrentamento à Violência (2009) – concedido pela Secretaria de Direitos Humanos da Presidência da República.
Prêmio CBIC de Responsabilidade Social – Categoria Empresa (2012) – concedido pela Câmara Brasileira da Indústria da Construção (CBIC), em parceria com a Construtora Cofix, pelo projeto Empregabilidade.
Prêmio JÓIA JK (2013) – concedido pela Soberana Ordem do Mérito do Empreendedor Juscelino Kubitschek.
Ordem de Rio Branco (2013) – concedida pelo Ministério das Relações Exteriores, em reconhecimento à atuação de interesse internacional.
Cannes Lions – Leão de Prata (Cyber) (2014) – concedido no Festival Internacional de Criatividade de Cannes, pela campanha “Tá no Mapa”, na categoria Social: Community Building/Management.
Cannes Lions – Leão de Bronze (PR) (2014) – concedido na mesma edição do festival, na categoria Digital & Social – Use of Digital Platforms.
Webby Award (2014) – concedido pela International Academy of Digital Arts and Sciences, pela excelência digital e inovação do projeto “Tá no Mapa”.

## Projetos audiovisuais
Antes da criação da produtora AfroReggae Audiovisual S.A., em 2016, o Grupo Cultural AfroReggae desenvolveu diversas produções para televisão com foco em temáticas sociais, segurança pública e mediação de conflitos. Os projetos, concebidos enquanto a instituição ainda atuava como ONG, foram exibidos por canais como Multishow e GNT, e buscaram dar visibilidade a vozes marginalizadas, além de promover o diálogo entre atores sociais historicamente em confronto.

### Conexões Urbanas (2008–2014)
Criado e apresentado por José Júnior, o programa estreou em 2008 no canal Multishow e teve sete temporadas. Com formato documental e linguagem de reality, a série retratava visitas a favelas, promovendo discussões sobre cidadania, racismo, sustentabilidade e violência urbana. Ao longo dos anos, o programa se consolidou como uma ponte entre diferentes realidades sociais e lançou a base para a criação da produtora audiovisual do AfroReggae.

### Papo de Polícia (2011–2015)
Exibido também no Multishow, o programa teve cinco temporadas e abordou o cotidiano de agentes das forças policiais, incluindo operações em áreas conflagradas e aspectos pessoais da vida dos profissionais. A temporada final, focada no BOPE do Rio de Janeiro, utilizou câmeras acopladas às armas dos policiais para registrar ações em campo.

### Zona Neutra (2013)
Gravado no anfiteatro do AfroReggae no Morro do Cantagalo, o programa reuniu ex-traficantes, ex-milicianos e autoridades policiais em um debate mediado por José Júnior. O especial foi exibido pelo Multishow em 22 de dezembro de 2013. Com plateia formada por moradores, artistas e especialistas, a proposta era criar um espaço de escuta e convergência entre lados opostos do conflito urbano.

### Fui Bandido (2017)
Idealizada por José Júnior e exibida no Multishow, a série apresentou oito episódios com histórias reais de egressos do sistema prisional que buscaram reconstruir suas vidas fora do crime. A produção contou com direção de Luis Erlanger e teve participação especial de Luciano Huck. Embora exibida em 2017, a concepção e gravação ocorreram ainda sob gestão direta do AfroReggae enquanto ONG.

### José Júnior: Entre a Guerra & a Paz (2018)
Minissérie biográfica exibida pelo Multishow em quatro episódios, com direção de Jorge Espírito Santo. A série retrata a trajetória de José Júnior como mediador de conflitos e fundador do AfroReggae, com depoimentos de personalidades como Luciano Huck e Armínio Fraga.

### Paixão Bandida (2013–2014)
Série documental com duas temporadas exibidas pelo canal GNT. A primeira abordou mulheres que se relacionaram com homens ligados ao crime, e a segunda apresentou histórias de homens que permanecem ao lado de parceiras encarceradas. Com quatro episódios por temporada, a série destacou as dinâmicas afetivas em contextos de criminalidade e encarceramento.

### Órfãos da Violência (2014)
Produzida pelo AfroReggae e exibida pelo GNT, a série documental de quatro episódios acompanhou pessoas que sofreram perdas familiares causadas por ações violentas ou negligência do Estado. Contou com depoimentos de jornalistas como Ana Paula Araújo e Zuenir Ventura, além da autora Glória Perez.

## Ações Legadas

### Juventude e Polícia
O projeto Juventude e Polícia foi desenvolvido em 2004 em Minas Gerais com o objetivo de promover o diálogo entre jovens moradores de comunidades periféricas e profissionais da segurança pública. A iniciativa foi coordenada pelo Grupo Cultural AfroReggae, com apoio da Fundação Ford e da Secretaria de Estado de Defesa Social de Minas Gerais, em parceria com o Centro de Estudos de Segurança e Cidadania (CESeC).
As ações do projeto incluíram a realização de oficinas de arte urbana — como grafite, dança de rua, teatro, música e basquete — ministradas por jovens dentro de batalhões da Polícia Militar, além de encontros de mediação e rodas de conversa entre policiais e moradores das comunidades. A proposta buscava reduzir estigmas mútuos, estimular novas formas de convivência e desenvolver estratégias locais de prevenção da violência.
A experiência foi considerada inovadora por articular segurança pública, arte e inclusão social, sendo documentada em avaliações institucionais. Em sua segunda etapa, o projeto promoveu a capacitação de agentes de segurança pública e consolidou a criação de uma banda formada por policiais e jovens beneficiados.

### Prêmio Orilaxé
O prêmio foi criado em 2000 como parte das comemorações pelos sete anos de atuação da organização. O nome vem do iorubá e significa "a cabeça tem o poder de realização", expressando a ideia de transformação por meio da consciência e da ação.
A premiação tinha como objetivo reconhecer pessoas e instituições que contribuíram significativamente para a justiça social, a valorização da cultura afro-brasileira e os direitos humanos. As categorias contempladas incluíam Jornalismo, Veículo de Comunicação, Fotografia, Cantor, Cantora, Grupo Musical, Tradição Afro-Brasileira, Cultura Popular, Responsabilidade Social, Empreendedor Social, Direitos Humanos e Projeto Social.
A cerimônia de entrega acontecia no Rio de Janeiro e reunia artistas, lideranças sociais e convidados. Em 2012, a 12ª edição teve como tema a diversidade sexual, contou com mais de duas mil pessoas no público e homenageou o rapper Criolo, que recebeu o prêmio das mãos do então deputado estadual Marcelo Freixo.

### Comandos
O projeto foi uma iniciativa voltada ao estímulo do diálogo entre grupos sociais historicamente antagonizados, especialmente policiais e ex-traficantes, em territórios marcados pela violência urbana e pela exclusão social. Criado na década de 2000, o projeto promoveu encontros públicos nos quais esses interlocutores compartilhavam suas trajetórias pessoais e refletiam sobre temas como segurança pública, repressão estatal, sistema prisional, ressocialização e justiça social.
A dinâmica do projeto consistia na realização de debates presenciais, com mediação, em que os participantes — incluindo agentes de segurança e ex-integrantes do tráfico — expunham suas experiências, angústias e dilemas. Esses encontros eram abertos ao público e incentivavam a participação ativa da plateia, promovendo uma escuta empática e a quebra de estigmas recíprocos. Ao propiciar um espaço seguro para a expressão e o confronto de ideias, o Comandos buscava contribuir para a formação de uma consciência crítica e o fortalecimento de alternativas à cultura da violência.
A abordagem adotada pelo projeto tinha forte inspiração em práticas de justiça restaurativa, reconhecendo o potencial transformador do reconhecimento mútuo e do diálogo como instrumentos de construção de novas perspectivas de vida. Os participantes relataram que a iniciativa ajudava a reformular visões de mundo e a reconstruir identidades marcadas por processos de criminalização ou militarização excessiva.
O projeto foi destacado em reportagens e estudos acadêmicos como exemplo de prática inovadora de mediação de conflitos em contextos urbanos complexos. A sua metodologia contribuiu para experiências posteriores do AfroReggae em programas de prevenção à violência, atuação em unidades de polícia pacificadora e projetos voltados à reintegração de egressos do sistema prisional.

### Cultura de Ponta
O projeto foi uma iniciativa do Grupo Cultural AfroReggae criada com o objetivo de ampliar o acesso à cultura e à formação artística entre jovens de comunidades periféricas do Rio de Janeiro. Lançado em parceria com o Grupo Light e patrocinado pelo Governo do Estado do Rio de Janeiro, o projeto foi viabilizado por meio da Lei Estadual de Incentivo à Cultura.
Criado em meados dos anos 2000, o projeto estruturou-se a partir da realização de 40 encontros temáticos que abordavam diferentes linguagens artísticas e dimensões da economia criativa. As atividades incluíam debates, oficinas, painéis e apresentações culturais voltadas a temas como teatro, dança, música, audiovisual, referências contemporâneas, empreendedorismo social e formação cidadã. Os encontros eram realizados em espaços acessíveis à população, com estrutura profissionalizante e participação de artistas, produtores culturais, gestores públicos e jovens líderes comunitários.
O Cultura de Ponta tinha como diretriz central a ideia de que a arte pode ser uma ferramenta transformadora nas periferias urbanas. Dessa forma, além de promover o contato com diferentes formas de expressão artística, o projeto também buscava estimular o pensamento crítico e o protagonismo juvenil por meio de ações formativas e do intercâmbio cultural. Parte dos jovens beneficiados ingressaram posteriormente em outras iniciativas do AfroReggae ou em redes culturais e acadêmicas do estado.
A proposta foi reconhecida como uma experiência bem-sucedida de articulação entre cultura, educação não formal e desenvolvimento social. Além da Light, a iniciativa teve apoio institucional da Secretaria de Estado de Cultura do Rio de Janeiro e contou com divulgação em veículos como o portal da própria distribuidora elétrica e da imprensa especializada em políticas culturais.

### Centro de Inteligência Coletiva Lorenzo Zanetti
Também conhecido como Núcleo de Parada de Lucas foi uma das unidades comunitárias do AfroReggae. A história do núcleo remonta ao ano de 2000, quando o AfroReggae passou a oferecer oficinas de informática na Associação de Moradores local, em parceria com o Comitê para a Democratização da Informática (CDI). Essas oficinas representaram os primeiros esforços de aproximação entre a organização e a comunidade, que à época ainda vivia em clima de tensão com o bairro vizinho de Vigário Geral, devido a conflitos entre facções criminosas rivais.
Com o fortalecimento das atividades e o envolvimento crescente dos moradores, o espaço foi oficializado em 26 de novembro de 2006 como Centro de Inteligência Coletiva Lorenzo Zanetti, homenageando o jovem educador e colaborador do AfroReggae assassinado em 2003. O núcleo passou a concentrar diferentes ações socioeducativas e culturais da organização, com foco na juventude local e na promoção da cidadania.
Entre os projetos implementados no espaço destacam-se as oficinas de capoeira, percussão, teatro, dança e história em quadrinhos, voltadas ao público infantojuvenil, além de ações de mediação comunitária e orientação para jovens em situação de vulnerabilidade. O núcleo também se tornou polo formador de talentos artísticos, tendo sido o local de origem de projetos como a Orquestra AfroReggae, que surgiu das oficinas de música clássica iniciadas em 2005.
Em 2013, o espaço passou a sediar o projeto 8 ao 80, uma iniciativa de inclusão digital com foco intergeracional. O programa oferecia aulas de informática básica e avançada para públicos diversos, incluindo crianças, adolescentes, adultos e idosos, contribuindo para o letramento digital e a ampliação das oportunidades educacionais e profissionais dos participantes.
O Centro Lorenzo Zanetti foi reconhecido como um espaço estratégico de transformação social e aproximação entre comunidades historicamente estigmatizadas e oportunidades de educação, arte e desenvolvimento humano.

### Além do Arco-Íris
Foi um projeto voltado à promoção de cidadania, dignidade e inclusão social de pessoas trans em situação de vulnerabilidade, especialmente travestis e mulheres transexuais. A iniciativa oferecia apoio psicológico e jurídico, oficinas de fortalecimento da autoestima, orientação sobre direitos e assistência no processo de retificação do nome civil e documentação.
O projeto se destacou por buscar o enfrentamento à transfobia e pela promoção da visibilidade trans em contextos periféricos, atuando tanto na acolhida direta quanto na mediação com instituições públicas para garantir acesso a direitos básicos. A metodologia adotada envolvia escuta ativa, acompanhamento psicossocial e articulação com redes de proteção.
Referências à iniciativa foram discutidas em eventos acadêmicos e institucionais voltados à equidade de gênero e inclusão, como o debate promovido pela Universidade de Brasília, que mencionou o projeto como exemplo de atuação de base comunitária com impacto positivo na vida de pessoas trans.

## Grupo Artísticos
Ao longo de sua trajetória, o AfroReggae formou e impulsionou diversos grupos artísticos que marcaram a cena cultural brasileira, combinando excelência técnica com forte engajamento social. Essas iniciativas surgiram como desdobramentos das oficinas realizadas nas comunidades e se consolidaram como expressões autênticas da criatividade periférica. Com o tempo, e diante das transformações sociais e tecnológicas, a organização passou a concentrar sua atuação também no campo da cultura digital, com projetos inovadores que acompanham o desenvolvimento da sociedade e dialogam com as novas linguagens da juventude.

### Afro Lata
O Afro Lata foi criado em 1998 como uma banda percussiva formada por jovens de Vigário Geral, com inspiração em grupos como Olodum, Timbalada e Funk'n'Lata. Utilizando instrumentos confeccionados com materiais alternativos — como latas, sucatas e tambores reciclados — o grupo passou a explorar ritmos da tradição afro-brasileira, como maracatu, samba, frevo e ijexá, combinando musicalidade, coreografia e expressão cênica.
As atividades do grupo envolveram não apenas ensaios e apresentações musicais, mas também formação artística em dança, teatro e performance, com o objetivo de ampliar o repertório cultural e fortalecer a identidade dos jovens participantes. Com o tempo, o Afro Lata passou a integrar circuitos culturais da cidade do Rio de Janeiro e se apresentar em eventos públicos e iniciativas sociais.
Em 2012, houve a fusão do Afro Lata com outros dois coletivos percussivos ligados ao mesmo movimento cultural: a Tribo Negra e o Afro Mangue. Essa união deu origem a uma nova fase do projeto, que passou a ser denominado Companhia de Percussão AfroReggae, com proposta de atuação mais ampla e profissional. O grupo passou a trabalhar com a ideia de “espalhar o som da criatividade”, incorporando novos ritmos, figurinos e encenações às suas performances.
O Afro Lata e seus desdobramentos representaram um marco na formação artística de jovens moradores de favelas e contribuíram para a construção de um repertório estético próprio, que dialogava com a cultura afro-brasileira, a sustentabilidade e a afirmação comunitária. 

### Orquestra AfroReggae
Criada oficialmente em 2009, a Orquestra AfroReggae surgiu a partir de oficinas de música clássica desenvolvidas no Centro de Inteligência Coletiva Lorenzo Zanetti, na comunidade de Parada de Lucas, Zona Norte do Rio de Janeiro.
A iniciativa teve como objetivo democratizar o acesso à música erudita e formar novos talentos musicais entre jovens de favelas, promovendo inclusão social por meio da educação artística. As oficinas começaram em 2005 e revelaram instrumentistas que integraram posteriormente a orquestra. O trabalho foi conduzido sob a direção do maestro Guilherme Carvalho, com apoio de professores convidados e músicos parceiros.
Composta por cerca de 40 jovens, com idades entre 13 e 25 anos, a orquestra ficou conhecida por seu repertório inovador, que mesclava obras do barroco e do romantismo europeu com arranjos de funk carioca, samba e música popular brasileira.
O grupo se apresentou em eventos de destaque, como o Festival Internacional de Violoncelo, o Cello Dance Festival, o Applaud, o Anglo American Excellence Award e o Rio International Cello Encounter. Também participou de iniciativas como o projeto Antídoto do Itaú Cultural e realizou concertos na sede da UNESCO em Paris.
Além do aspecto artístico, a orquestra funcionava como espaço de fortalecimento de vínculos comunitários e formação técnica de novos músicos. Ao longo de sua trajetória, contribuiu para qualificar dezenas de jovens e ampliar o acesso à linguagem orquestral em territórios populares. Suas atividades foram encerradas posteriormente, mas seu legado permanece como um marco na interseção entre música clássica e transformação social.

### Afro Circo
O Afro Circo teve início em 1996, na cidade canadense de Montreal, após um encontro entre José Júnior e Guy Laliberté, fundador do Cirque du Soleil. Na ocasião, ambos participavam de um seminário sobre movimento popular, o que motivou a articulação de uma parceria com o Jeunesse du Monde, ligado ao Cirque, e com a FASE (Federação de Órgãos para Assistência Social e Educacional).
A ideia inicial era levar oficinas de circo para a favela de Vigário Geral, na Zona Norte do Rio de Janeiro, mas houve interesse imediato em atuar também no Cantagalo, Zona Sul carioca, onde o projeto foi primeiramente implementado. A iniciativa foi inicialmente batizada de Levantando a Lona, que mais tarde daria origem a dois grupos distintos: o próprio Afro Circo e o Levantando a Lona.
O primeiro espetáculo, Três Raças, utilizava elementos de circo e teatro para abordar temas relacionados à classe trabalhadora, à questão racial e à identidade cultural brasileira. O amadurecimento artístico do grupo levou à criação de um segundo espetáculo, o Circo Etéreo, já sob o nome Afro Circo, consolidando-se como projeto de formação circense comunitária.
As oficinas incluíam técnicas de malabarismo, acrobacias, trapézio, palhaçaria e teatro físico, promovendo não apenas o aprendizado técnico, mas também a valorização das identidades culturais dos jovens envolvidos. Muitos participantes se destacaram e passaram a atuar profissionalmente em eventos culturais ou como instrutores.
O projeto participou de festivais no Brasil e no exterior e se tornou referência por sua capacidade de unir circo, educação e transformação social, ampliando horizontes em comunidades historicamente marginalizadas. 

### Makala Música & Dança
Foi um grupo artístico criado em 2005 na comunidade de Vigário Geral, no Rio de Janeiro, com o objetivo de valorizar e difundir expressões afro-brasileiras por meio da percussão e da dança. O grupo foi dirigido por Betho Pacheco, renomado coreógrafo, e surgiu a partir das oficinas culturais realizadas com jovens da comunidade.
O nome "Makala" tem origem no idioma quimbundo, falado em Angola, e significa "carvão", em referência simbólica à ancestralidade negra e à potência transformadora da arte nas periferias urbanas.
O grupo desenvolveu coreografias autorais combinadas a ritmos de matriz africana e afro-brasileira, como o maracatu, o afoxé e o samba-reggae. As apresentações do Makala eram marcadas por força cênica, precisão rítmica e celebração das heranças culturais negras.
Entre os destaques da trajetória do grupo estão sua participação em eventos oficiais dos Jogos Pan-Americanos de 2007, no Rio de Janeiro, na comemoração do Dia Nacional da Cultura no Teatro do Sesi, e sua apresentação internacional no 5º Festival de Cinema Artivist, realizado em Los Angeles, nos Estados Unidos, em 2008.

### Trupe de Teatro AfroReggae
Foi um grupo teatral criado a partir da antiga Trupe da Saúde, iniciativa que surgiu em 1997 com o objetivo de promover ações de conscientização por meio da arte cênica em comunidades periféricas. A proposta inicial incluía temas como prevenção de doenças sexualmente transmissíveis, gravidez na adolescência e aleitamento materno, utilizando uma linguagem acessível e culturalmente conectada à realidade dos jovens.
A partir de 2004, o grupo passou a se chamar Trupe de Teatro AfroReggae, consolidando-se como companhia artística com repertório próprio e atuação profissional. Os integrantes da trupe eram, em sua maioria, ex-alunos das oficinas de teatro promovidas em comunidades como Vigário Geral, e muitos passaram a se dedicar exclusivamente à carreira artística.
A trupe participou de diversos festivais nacionais e internacionais, com destaque para sua apresentação em 2008 no Festival Contacting the World, em Liverpool, na Inglaterra, e em Aberdeen, na Escócia. Em 2010, o grupo realizou mais de 200 apresentações em escolas públicas, bibliotecas e centros culturais, consolidando sua atuação como ferramenta de educação e transformação social.

### Bloco AfroReggae
O bloco passou a integrar o carnaval de rua do Rio de Janeiro em 2006, atraindo milhares de foliões ao longo dos anos em desfiles marcados pela diversidade musical e pela valorização da cultura popular. Inspirado por grupos como o Monobloco, Cordão do Bola Preta e Suvaco de Cristo, o bloco também adotou uma versão adaptada para shows, levando a energia do carnaval de rua a palcos e eventos culturais.
Com três vocais, baixo, guitarra, violão, cavaquinho, banjo, teclado e percussão, o repertório incluía clássicos do carnaval brasileiro, além de releituras em ritmos como samba, reggae, funk e rock. Os músicos eram formados por integrantes dos grupos artísticos, instrutores e alunos das oficinas do grupo.
O último desfile ocorreu em 10 de fevereiro de 2024, em Copacabana, com concentração no Posto 5 e cortejo até o Posto 7, na Avenida Atlântica. A apresentação foi conduzida pelo DJ Sany Pitbull e teve como destaques a homenagem ao cantor MC Marcinho, falecido em 2023, e a celebração da parceria com a gravadora Crespo Music.

### AR21
A banda AR21 foi um dos grupos artísticos mais emblemáticos surgidos das primeiras oficinas de música do Grupo Cultural AfroReggae, realizadas no início da década de 1990 em Vigário Geral, Rio de Janeiro. Seu nome faz referência à sigla original "AfroReggae 21", em alusão ao século XXI e à proposta de renovação cultural e social por meio da arte.
Formada inicialmente por jovens moradores de comunidades populares impactadas pela violência urbana, a AR21 começou sua trajetória com forte influência de ritmos afro-brasileiros e caribenhos, como samba-reggae, maracatu, funk e hip hop. Ao longo dos anos, o grupo desenvolveu uma identidade musical própria, que mescla percussão intensa, letras com crítica social e fusões com estilos contemporâneos.
Com o amadurecimento artístico, a banda passou a circular em importantes festivais nacionais e internacionais. Em 2001, a AR21 participou da terceira edição do Rock in Rio em Lisboa. Em 2006, ainda utilizando o nome "Banda AfroReggae", o grupo foi responsável por abrir o histórico show dos The Rolling Stones em Copacabana, que reuniu mais de 1 milhão de pessoas na praia.
Além de Portugal, a AR21 realizou turnês por diversos países, como Bélgica, China, Estados Unidos, França, Itália e Holanda, consolidando-se como uma representante da potência cultural das periferias brasileiras no exterior. A banda também foi presença frequente em projetos sociais e eventos de mobilização comunitária, levando sua música a escolas, praças e espaços públicos.
Em sua discografia, destacam-se os álbuns Nova Cara e Nenhum Motivo Explica a Guerra, este último com forte engajamento temático em relação à violência urbana, à exclusão social e à resistência cultural. As composições do grupo frequentemente abordam temas como juventude, direitos humanos e construção de paz.
A AR21 é considerada um exemplo de como políticas de arte e cultura podem servir como plataforma de transformação pessoal e coletiva, especialmente entre jovens em situação de vulnerabilidade.